# 한스디트리히 겐셔
한스디트리히 겐셔(독일어: Hans-Dietrich Genscher, 1927년 3월 21일 ~ 2016년 3월 31일)는 독일의 자유민주당 정치인이며, 1974년부터 1992년까지 18년간 외무장관 겸 부수상을 지냈다. 서독의 미국과 서유럽에 제휴의 그의 성원에 완고한 동안에 임무에서 겐셔의 재직 기간은 또한 동방정책과 데탕트를 살려두는 데 영속한 노력들에 의하여 특색이 이루어졌다.

## 어린 시절
현재 작센안할트주 할레에 속하는 라이데부르크에서 중류 집안에서 태어났다. 제2차 세계 대전의 마지막 달에 그는 베르마흐트로 징병되었다. 전쟁 포로로서 풀려나온 후, 겐셔는 할레 대학교와 라이프치히 대학교에서 법학과 경제학을 수학하여 1949년 법학 학위와 함께 졸업하였다. 1950년대 초반에 동독에서 스탈린주의의 체제가 증가적으로 압제적으로 되면서 겐셔는 서독으로 이주한 수천명의 난민들 중의 하나가 되었다. 1952년 그는 브레멘에 정착하여 개인적 법률 실습을 시작하였다.

## 정치 경력
훗날의 외무장관인 겐셔는 정치에서 초기의 흥미를 개발하였고, 평생의 자유당원로 남아있었다. 대학 시절에 그는 동독 자유민주당에 입당하였다. 아마 어린 나이에 그가 자신의 집을 떠나야 했던 이유로 겐셔는 국가 혹은 지방 정치들에 약간의 흥미를 보였다. 대신, 그는 국내와 국제 정세에 집중하였다.
1950년대의 말기에 겐셔는 향상하는 자유당의 당수 발터 셸의 부하들 중의 하나가 되었다. 셸은 1961년 자유민주당의 의장이 되어 1950년대 초기 이래 기독교민주당과 함께 사실상 융통성이 없이 자유민주당을 지도한 에리히 멘데의 뒤를 이었다. 1968년 겐셔는 자유민주당의 부의장이 되었고, 1년 후 독일 연방 공화국의 대통령으로서 셸의 선거 후에 겐셔는 서독 자유당의 지도자로서 그의 선도자의 뒤를 이었다.
셸과 겐셔는 기독교민주연합의 하급 사원으로서 당의 직위로부터 자유민주당을 지도하였고, 사회민주당과 연정을 위한 길을 열었다. 1969년 선거들이 분데스탁에서 의석의 다수를 자유민주당과 사회민주당에게 줄때 두당은 빌리 브란트의 지도 아래 연정 내각을 형성하였다. 이 첫 "사회-자유민주당" 내각에서 겐셔는 내무장관이 되었다. 5년 후, 헬무트 슈미트가 수상으로서 브란트의 뒤를 이을 때 겐셔는 자신이 지속적으로 1980년대 중반을 통하여 보유한 직위들인 외무장관 겸 부수상이 되었다.

## 외무장관

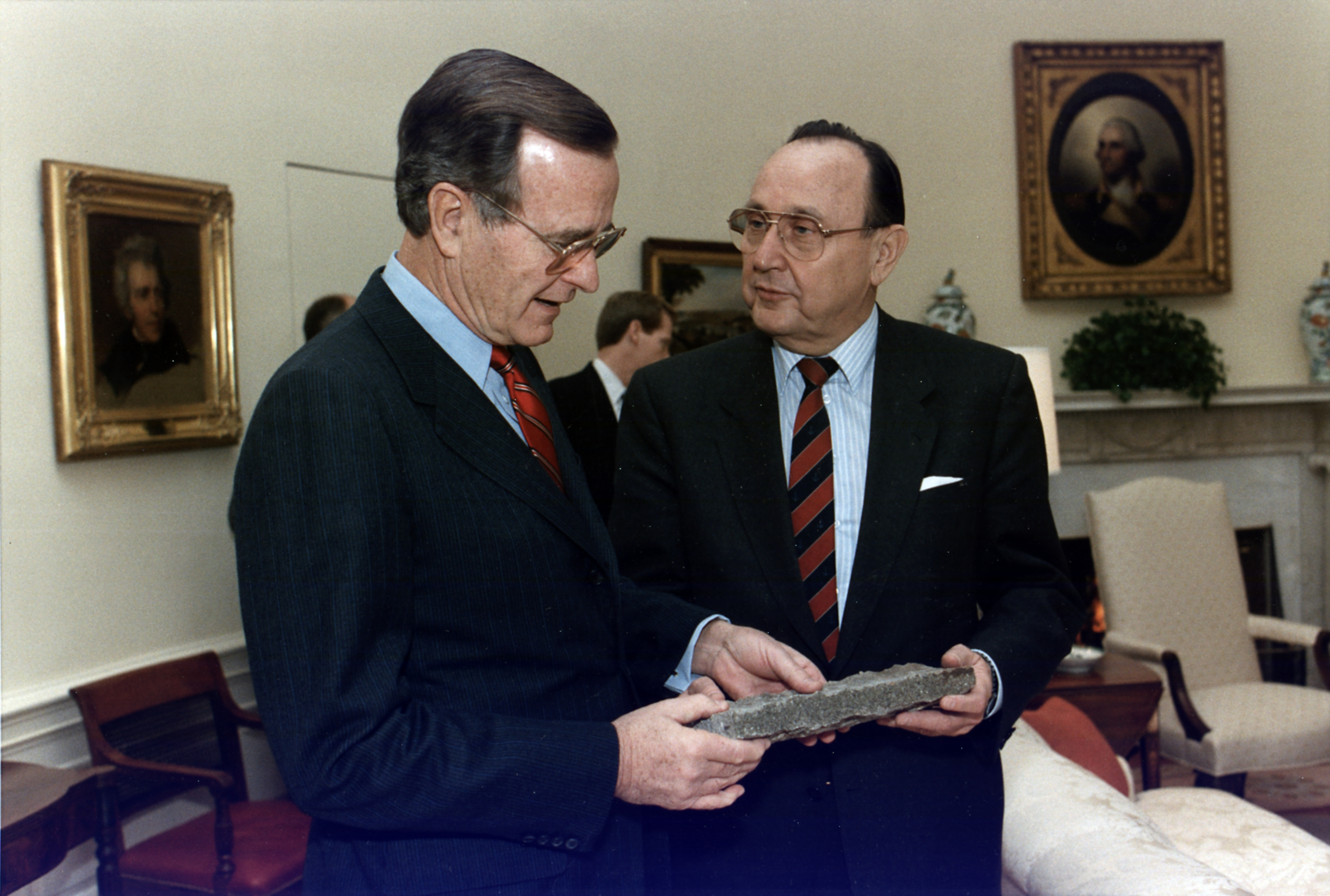
백악관에서 부시 대통령에게 무너진 베를린 장벽의 조각을 수여하는 겐셔

전쟁 이후의 서독에서 자유당의 지도자로서 과정을 조정하는 시도에서 겐셔는 자신의 당의 생존을 보증하는 데 독단적인 필요와 함께 자유주의의 고전적 원리들을 보존하는 데 욕망을 요술부려야 하였다. 1980년대 초반에 2개의 주요 정당들 - 사회민주당과 기독교민주연합 사이에 일반 투표의 90% 이상을 획득하여 자유민주당이 되풀이적으로 분데스탁에서 대표를 위하여 최소한 5%를 끌어들이지 않는 위험을 향하였다. 그들은 그 세월 동안에 국가 수준에서 재앙을 피하였으나 국가 선거의 다수에서 자유당은 5%의 장애물을 제거하는 데 실패하였다.
겐셔의 자유주의는 개인적 권리들과 시민의 자유들을 유지하는 데 특히 강한 위임에서 처음으로 그 표현을 찾았다.
자유민주당은 정치의 우익과 좌익 둘다와 함께 연정 동의서들을 열면서 정치적 망각의 위험과 극복하는 데 시도하였다. 결과는 당과 겐셔 자신에게 명백한 기회주의의 이유들을 위하여 정치적 상대들을 변화시킨 지조없는 사람들로서 평판들을 주는 것이었다. 1960년대에 자유민주당은 기독교민주연합과 그 장기적 연정을 포기하고 사회민주당과 정부를 형성하였다. 10년간 후에 겐셔는 이 협력을 해소하고 자신의 당을 보수적 진영으로 다시 지도하는 데 수단이었다.
1982년 당시 자유당의 경제부 장관 카운트 람브스도르프에 의하여 자극된 겐셔는 헬무트 콜과 기민련/자민당 연정을 권력으로 가져오는 데 결과를 낸 가능한 지도의 변화를 만들었다. 우익으로 돌려진 이 일은 국가적 행정에서 자유민주당이 그 영향력에 유지할 수 있도록 하였으나 옮김의 종결도 또한 당을 위한 엄한 영향들을 가졌다. 어떤 잘 알려진 자유당의 당수들은 콜의 정부를 후원하기보다 자신들의 당수직을 사임하였다. 당은 또한 국가 선거의 다수에서 5%의 장애물을 제거하는 데 실패하기도 하였다. 당내의 소란을 진정시키는 데 겐셔는 1985년의 시작에 국가 의장으로서 사임을 하였다.
겐셔의 당수로서의 경력은 관념적 혹은 프로그램의 혁신들에 의하여 특색을 이루지 않았다. 그보다 그는 실용주의자와 똑똑한 책략가로서 매우 당연한 평판들을 얻었다. 이 일은 서독의 외무장관으로서 자신의 장기적 근무의 특히 진실이었다. 겐셔는 1974년의 시작에 서독 외무부의 우두머리였고, 주요 권려들의 외무장관들 중에 가장 연장자들 중의 하나가 되었다. 사민/자민 연정에서 서독의 외교 정책의 겐셔의 행정은 강하게 서독과 동구권과의 관계들을 향상시키는 데 노력들인 동방정책과 함께 인정되었다. 겐셔는 동방정책을 창설하지 않았어도 이 발의권의 효과적인 후원자가 되었다. 동시에 그는 미국과 서독의 서유럽 이웃나라들과 좋은 관계들을 게을리 하지 않았다.

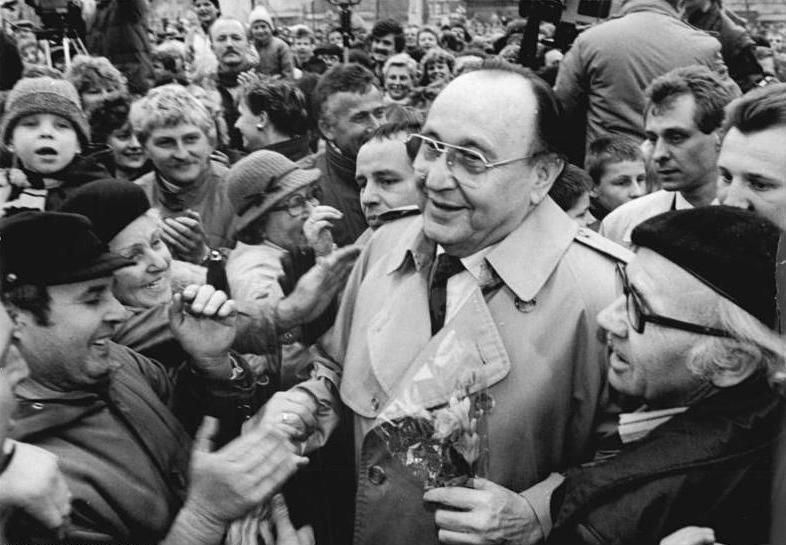
1990년 동독 방문 중에서

콜 정부에 가입한 후, 겐셔는 서독의 외교 정책에서 연속성의 초점의 요점들 중의 하나였다. 그는 지도의 변화가 생기기 전부터 많은 같은 길들에 서독의 외교 정책을 지휘하는 데 시도하였다. 그 시기에 이 노력은 그에게 대립의 과정, 특히 소련과 관계에 더욱 오히려 좋아하던 더욱 순이론적의 기민련의 어떤 이들로부터 엄격한 비판으로 그에게 드러냈다.
독일의 재통일 후에 자신의 직위에 남아있으면서 겐셔는 통일 독일의 초대 외무장관이 되었다. 1992년 5월 17일 놀랍게 갑작스러운 종결과 함께 겐셔는 외무장관으로서 사임을 하였다. 그의 빠른 퇴출은 독일의 연정의 무너짐을 이끄려고 사색한 자유민주당에서 자신의 직위를 채우려고 한 이들에게 쓰라린 권력의 분투를 타오르게 하였다. 결국적으로 전 법무장관 클라우스 킹켈이 외교 정책의 겐셔의 과정을 지속하는 데 임명되었다.

## 이후의 생애
정부로부터 자신의 떠남에 이어의 세월 동안에 겐셔는 세계 정치들에서 지속적으로 활동적인 역할을 하였다. 자신의 확실히 길고 얼마간 엉뚱한 회고록을 펴냄에 불구하고, 비평가들은 겐셔가 자신이 완전한 일부였던 독일 정부의 동력들에 관하여 약간의 진실적인 통찰력을 마련하였다고 말하였다.
2016년 3월 31일 본 외부에 있는 자택에서 심근경색으로 사망하였다.

## 같이 보기
- 독일의 내각제